# Parafia Najświętszego Ciała i Krwi Chrystusa w Częstochowie
Parafia Najświętszego Ciała i Krwi Chrystusa w Częstochowie – rzymskokatolicka parafia, położona w dekanacie Częstochowa - Podwyższenia Krzyża Świętego, archidiecezji częstochowskiej w Polsce, erygowana w 1991.